# Tony Miceli

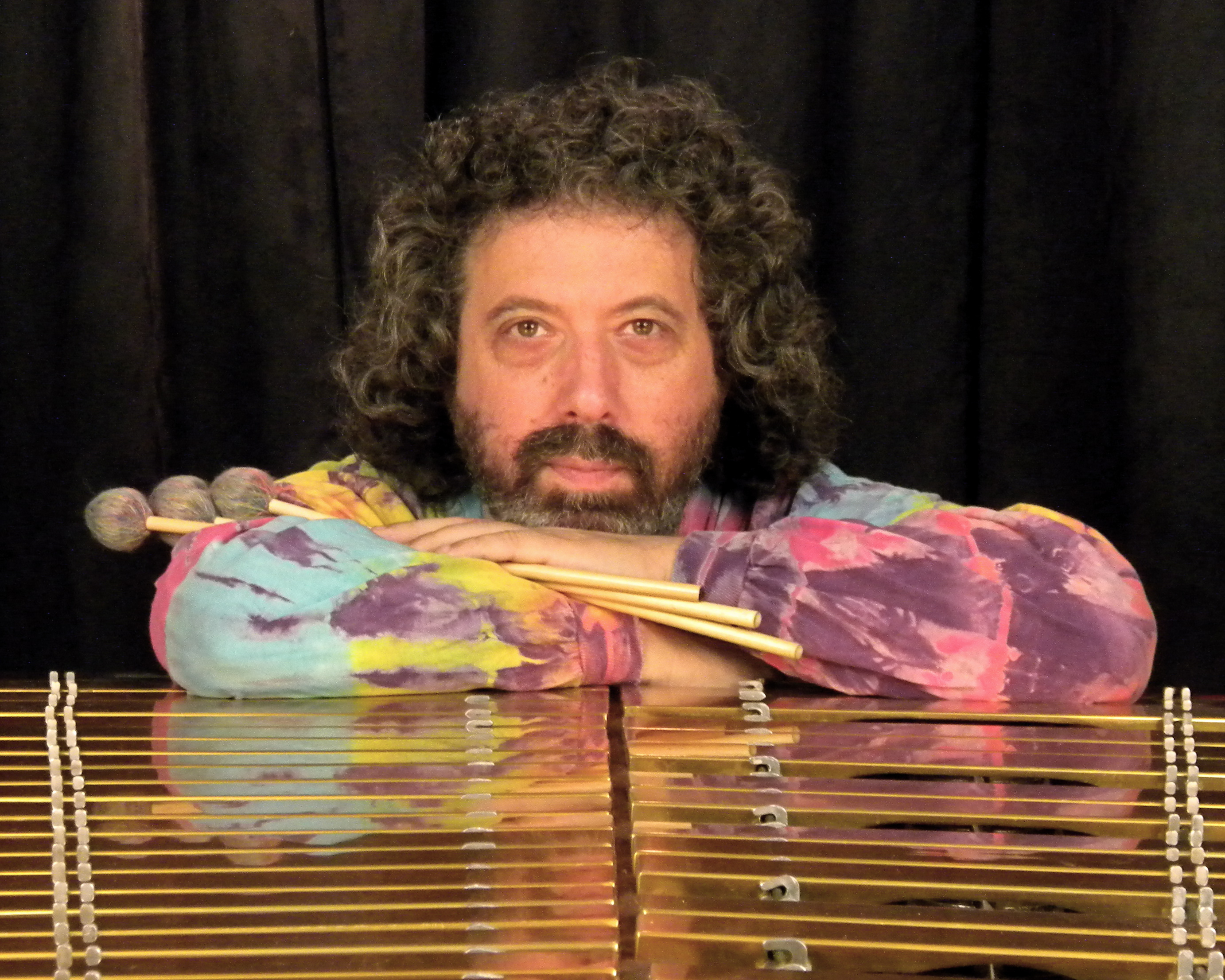
Tony Miceli

Tony Miceli (* 1. Juli 1960 in Cincinnati, Ohio) ist ein amerikanischer Jazzmusiker (Vibraphon, Komposition). 

## Leben und Wirken
Miceli, der in Willingboro, New Jersey aufwuchs lernte zunächst klassische Gitarre, später dann Schlagzeug, Piano und Trompete. Er spielte als Schlagzeuger in einer Highschool-Band. Von 1987 bis 1982 besuchte er die University of the Arts in Philadelphia, wo er Schlagwerk studierte und seine Liebe zum Vibraphon entdeckte.
Nach seinem Studium tourte Miceli mit der Gruppe Mallet Madness, in der er mit Christoph Eidens, Bernd Zinsius und Ron van Strattun zusammenarbeitete. Seitdem trat er regelmäßig in den USA und in Europa auf; er arbeitete mit Musikern wie David Friedman, Joe Magnarelli, Dave Liebman, Elio Villafranco, Steve Slagle, Dave Stryker, Peter Bernstein, Gerald Veasley, Jimmy Bruno und Joanna Pascale zusammen.
Weiterhin hat er mit eigenen Gruppen mehrere Alben aufgenommen. Tom Lord verzeichnet insgesamt 16 Aufnahmen zwischen 1981 und 2014. Derzeit arbeitet Miceli vor allem mit dem Mundharmonika-Spieler Paul Jost im Jost Project zusammen, ebenso mit dem Modern Irish Quartett sowie Thelonious 4 (Niederlande) und gibt in diesen und anderen Formationen weltweit Konzerte. 
Workshops hielt Miceli unter anderem am Curtis Institute for Music, an der Royal Academy of Music in Dublin, der Millers University und 
der University of Delaware. Er ist Professor an der University of the Arts und lehrt auch an der Temple University in Philadelphia. Gemeinsam mit Matthias Goebel leitete er 2017 das Wuppertaler Festival Spring Vibes. Zudem ist er Gründer und Moderator der Webseite der Vibraphon-Community vibesworkshop.com.

## Diskographische Hinweise
- David Friedman, Tony Miceli 4,042 Miles (Hit the Bar 2015)
- Diane Monroe, Tony Miceli Alone Together (Dreambox 2014)
- The Jost Project Can't Find My Way Home (Dot Time 2013, mit Paul Jost, Kevin MacConnell, Charlie Patierno)
- Tony Miceli (2003)